# Yunga fuistingi
Yunga fuistingi är en insektsart som beskrevs av Schmidt 1928. Yunga fuistingi ingår i släktet Yunga och familjen dvärgstritar.
Artens utbredningsområde är Colombia. Inga underarter finns listade i Catalogue of Life.